# Мікеле ді Рокко
Мікеле ді Рокко (італ. Michele di Rocco; нар. 4 травня 1982, Фоліньйо) — італійський професійний боксер циганського походження, призер чемпіонату Європи серед аматорів, чемпіон Європи за версією EBU (2013—2015) у першій напівсередній вазі.

## Аматорська кар'єра
На чемпіонаті Європи 2002 Мікеле ді Рокко виборов бронзову нагороду в легкій ваговій категорії.
- В 1/8 фіналу переміг Володимира Липського (Україна) — AB 4
- В 1/4 фіналу переміг Харуна Сіпахі (Німеччина) — 30-28
- У півфіналі програв Олександру Малетіну (Росія) — RSCO 2

2004 року на європейському кваліфікаційному олімпійському турнірі AIBA в Варшаві завоював путівку на Олімпійські ігри 2004 в першій напівсередній вазі. На Олімпіаді переміг Патріка Лопеса (Венесуела) — 37-30 і Аношіварана Ноуріан (Австралія) — 33-25, а у чвертьфіналі програв Іонуцу Георге (Румунія) — 18-29.

## Професіональна кар'єра
Після Олімпіади Мікеле ді Рокко дебютував на професійному рингу. 8 червня 2013 року в бою проти Ленні Девіса (Велика Британія) завоював вакантний титул чемпіона Європи за версією EBU у першій напівсередній вазі, який захистив чотири рази.
28 травня 2016 року вийшов на бій за вакантний титул чемпіона світу за версією WBA у першій напівсередній вазі проти британця Рікі Бернса і програв технічним нокаутом у восьмому раунді. Провівши ще два боя, завершив кар'єру.